# Puma (empresa)
Puma és una empresa alemanya fabricant d'accessoris, roba i calçat esportiu, la seu central de la qual és a Herzogenaurach, Alemanya.
La companyia va ser fundada el 1948 per Rudolf Dassler. El 1924, Rudolf i el seu germà Adolf Dassler havien format la companyia Gebrüder Dassler Schuhfabrik (Fàbrica de sabates dels germans Dassler). La relació entre els dos germans es va deteriorar fins que els dos van acordar dividir-se el 1948, formant dues entitats separades, Adidas i Puma.
Actualment, la companyia opera sota una estructura virtual que li permet gestionar totes les divisions al món. El 2007, Puma va passar a formar part del grup francès Kering, propietari de marques com Gucci, Yves Saint-Laurent, Balenciaga o Alexander McQueen. El 2018 Kering es va desprendre del 70% de les accions en circulació de la marca, fins a reduir la seva participació en el 16% des del 86,3% que posseïa.
Algunes de les llegendes esportives que han estat equipades amb productes de l'empresa són: els futbolistes Pelé, Maradona i Lothar Matthäus, els atletes Tommie Smith i Linford Christie, o el tennista Boris Becker.

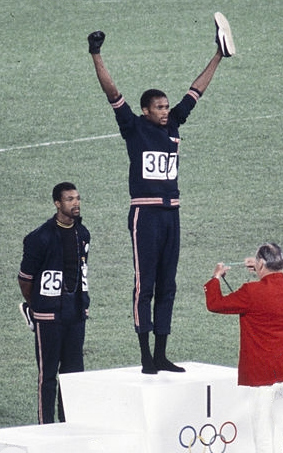
El medallista d'or Tommie Smith (centre) i el medallista de bronze John Carlos (esquerra), els dos patrocinats per PUMA, alçant el puny al podi després de la cursa de 200 metres als Jocs Olímpics de 1968.